# La Suze-sur-Sarthe
La Suze-sur-Sarthe é uma comuna francesa na região administrativa do País do Loire, no departamento de Sarthe. Estende-se por uma área de 21.40 km². Em 2010 a comuna tinha 4 528 habitantes (densidade: 211,6 hab./km²).